# Rüdiger Maschwitz
Rüdiger Maschwitz, (* 1952 in Köln) ist ein deutscher evangelischer Theologe und Diplom-Pädagoge für Erwachsenenbildung.
Rüdiger Maschwitz studierte von 1971 bis 1976 evangelische Theologie und Pädagogik an der Universität Mainz. 15 Jahre war er Gemeindepfarrer in Langenfeld (Rheinland). Von 1993 bis 2012 war er Landespfarrer der Evangelischen Kirche im Rheinland für die kirchliche Arbeit mit Kindern. Zahlreiche Arbeiten haben dort ein Konzept für die Gemeindeentwicklung mit Kindern und Familien gefördert. Für die Evangelische Kirche im Rheinland ist er seit Beginn 1992 im Beirat des Hauses der Stille in Rengsdorf im Westerwald.
Er hat zwei Arbeitsschwerpunkte: Spiritualität der Kinder und Kontemplation auf dem Weg des Herzensgebetes. Er ist mit seiner Frau Gerda (* 1953) bekannt geworden durch seine grundlegenden Arbeiten zu „Stilleübungen mit Kindern“ (1993), Phantasiereisen und Imagination und durch seine Veröffentlichungen zum Kontemplationsweg des Herzensgebetes.

## Veröffentlichungen
- Stilleübungen mit Kindern, München 1993 (mit Gerda).
- Gemeinsam Stille entdecken. Übungen für Kinder und Erwachsene. München 1995 (mit Gerda).
- Aus der Mitte malen – heilsame Mandalas. Anregungen für Kinder, Jugendliche und Erwachsene. München 1996 (mit Gerda).
- Phantasiereisen zum Sinn des Lebens. Anregungen für Kinder, Jugendliche und Erwachsene. München 1998 (mit Gerda).
- Das Herzensgebet. Ein Meditationsweg. München 1999.
- Hellwach und entspannt. Eutoniegeschichten für Kinder. München 2001.
- Von Phantasiereise bis Körperarbeit. Ein Handbuch für die Praxis. München 2004 (mit Gerda).
- Synagoge – Kirche – Moschee: Kulträume erfahren und Religionen entdecken, München 2005 (mit anderen).
- Kooperieren mit dem Unvermeidbaren, München 2008.
- Gemeinsam Gott begegnen – Kinder geistlich begleiten, München 2011.
- Spirituelle Sterbebegleitung, Murnau 2013 (mit Gerda).
- Das Herzensgebet. Die Fülle des Lebens entdecken, München 2015.
- Herzenssache – Weil es mir gut tut, Ein Kurs zur inneren Balance, München 2019.